# Czesław Romiszewski
Czesław Romiszewski herbu Jelita (ur. 6 sierpnia?/18 sierpnia 1861 w Borbuchach, gm. Szarawka na Podolu, zm. 2 stycznia 1940 w Warszawie) – polski ziemianin, pułkownik armii rosyjskiej i WP, organizator straży granicznej w Demokratycznej Republice Azerbejdżanu i Straży Celnej II RP, starszy inspektor Straży Celnej II RP.

## Życiorys
Urodził się 18 sierpnia 1861 w majątku rodzinnym Borbuchy na Podolu. Syn Lucjana Romiszewskiego herbu Jelita, ziemianina, i Adeli z Leśniewiczów herbu Półkozic, córki marszałka szlachty kamienieckiej Wincentego Leśniewicza z Wielkiej Mukszy. Bratanek gen. Władysława Romiszewskiego. Siostra Czesława, Monika z Romiszewskich Jaworska (zm. 1924), była matką kresowego zagończyka mjr. Feliksa Jaworskiego.
Absolwent progimnazjum wojskowego w Jelizawietgrodzie. Służbę wojskową rozpoczął w 1878 r. Ukończył Szkołę Junkrów Piechoty w Warszawie. Oficer 14 Ołonieckiego Pułku Piechoty. W 1889 na własną prośbę przeniósł się do 46. Dnieprowskiego Pułku Piechoty. Od 1892 w Samodzielnym Korpusie Straży Granicznej z przydziałem do 22. Brygady Izmailskiej, ochraniającej granicę z Rumunią. Ukończył kurs przy Zakaukaskim Okręgu Wojskowym oraz praktykę na kordonach granicznych w Szwajcarii i Rumunii. Od 1893 dowódca Oddziału Granicznego w Wilkowie (pow. Izmaił) w delcie Dunaju w Besarabii.
W 1908 został dowódcą oddziału 27. Erywańskiej Brygady Straży Granicznej w Termezie, która pełniła służbę na trudnych górskich terenach pogranicza rosyjsko-tureckiego i rosyjsko-perskiego. Od 1911 pomocnik dowódcy 31. Brygady Amu-Daryjskiej Straży Granicznej, którą dowodził w zastępstwie dowódcy. Dowództwo brygady mieściło się w Samarkandzie. W 1913 został dowódcą 28. Jelizawietpolskiej Brygady Straży Granicznej (na pograniczu rosyjsko-perskim) z uprawnieniami generała-majora.
W 1915 powierzono mu dowództwo Samodzielnego Dżebrailskiego Oddziału Granicznego na prawach dowódcy brygady (z uprawnieniami generała-majora). Jednostka ta brała udział w wyprawach przeciwko perskim plemionom Szechsewenów.
Pod koniec I wojny światowej pełnił obowiązki naczelnika Zakaukaskiego Okręgu Granicznego (z uprawnieniami generała-majora).
Po wybuchu Rewolucji Październikowej Czesław Romiszewski wraz z resztą Oddziału Dżebrailskiego znalazł się na terenie Persji. W tym czasie podejmował kilka nieudanych prób przedostania się nad Zatokę Perską, aby dalej dopłynąć do Konstantynopola i stamtąd dotrzeć do Polski. W 1919 na zaproszenie Aliagi Hasanowa, ministra finansów Demokratycznej Republiki Azerbejdżanu, Czesław Romiszewski podjął się organizacji azerbejdżańskiej straży granicznej na granicach z Gruzją i Armenią. Pełnił także funkcję pełnomocnika do spraw granicznych przy Ministerstwie Skarbu Azerbejdżanu. W 1920, po wkroczeniu wojsk Armii Czerwonej na terytorium Azerbejdżanu, przebywający w Baku Romiszewski został aresztowany pod zarzutem przynależności do składu Misji Polskiej na Kaukaz Południowy posła Tytusa Filipowicza i wraz z Misją wywieziony do Moskwy. Po roku pobytu w więzieniach, w maju 1921 w wyniku prac Komisji Mieszanych w Warszawie i Moskwie, Czesław Romiszewski wraz z innymi członkami Misji Polskiej zostali uwolnieni i przewiezieni do Warszawy.
W 1921 płk. Czesławowi Romiszewskiemu oraz Bolesławowi Heimrathowi – starszemu inspektorowi z Dyrekcji Ceł w Poznaniu, powierzono utworzenie Straży Celnej II RP. W połowie 1922 Czesław Romiszewski został mianowany Naczelnikiem Wydziału Ochrony Granic w Ministerstwie Skarbu, przejmując organizację Straży Celnej. Co najmniej do sierpnia 1922 Romiszewski był kierownikiem wyszkolenia w Szkole Straży Celnej w Zambrowie.
Starszy inspektor Straży Celnej w Dyrekcji Ceł w Warszawie i Dyrekcji Ceł w Wilnie (1927). Kierował Komitetem budowy domów Straży Celnej w okręgu warszawskim (1927). Kierownik Mazowieckiego Inspektoratu Okręgowego Straży Celnej w latach 1927–1928.
Rozporządzeniem ministra skarbu z 31 października 1927 w tym samym dniu starszy inspektor SC Czesław Romiszewski przeszedł w stan spoczynku.
W okresie międzywojennym Czesław Romiszewski mieszkał w Warszawie przy placu Kazimierza Wielkiego 11 (obecnie nieistniejący) w kamienicy Romiszewskich - należącej do jego brata stryjecznego generała Modesta Romiszewskiego, a później jego synów Modesta i Wiktora. Z racji wieloletniego pobytu w krajach Azji i na Kaukazie Czesławowi Romiszewskiemu pozostały zainteresowania kulturą i sztuką Wschodu. Zgromadzona przez niego w kamienicy przy pl. Kazimierza 11 kolekcja orientalnych kobierców i dywanów perskich spłonęła w czasie Powstania Warszawskiego.
W 1887 poślubił baronównę Marię Amalię Stegmann (Stegmann von Pritzwald) ur. 1865 zm. 1935, córkę sędziego Jana Stegmanna, właściciela dóbr Bakałarzewo (Garbas) i Motule, i Emilii z Horaczków (córki Stefana Horaczko). Z Marią miał dzieci: Jana – dr praw, urzędnika w Ministerstwie Skarbu; Wacława – komisarza Straży Celnej, a następnie Straży Granicznej; Emilię i Oktawiana.
Zmarł 2 stycznia 1940 w Warszawie w swoim mieszkaniu przy pl. Kazimierza Wielkiego 11.

## Awanse
- Podporucznik – 1883
- Porucznik – 1887
- Rotmistrz sztabowy – 1892
- Rotmistrz – 1896
- Podpułkownik – 1906
- Pułkownik – 1911

## Ordery i odznaczenia
- Order Św. Stanisława III klasy (1897)
- Order Św. Anny III klasy (1902)
- Order Św. Stanisława II klasy (1906)
- Order Św. Anny II klasy (1911)
- Order Św. Włodzimierza IV klasy (1914)
- Order Św. Włodzimierza III klasy (1915)[3][5]
- Order Bucharskiej Złotej Gwiazdy II klasy[17]

## Publikacje
- Cz. Romiszewski, Ochrona granic w Polsce Odrodzonej przed utworzeniem Straży Granicznej [w:] Straż Graniczna 1928-1933. W V rocznicę objęcia służby na granicach Rzeczypospolitej, „Czaty” Czasopismo Straży Granicznej nr 21-22, Warszawa 11.11.1933, s. 28